# گیریش کولکارنی
گیریش کولکارنی (انگلیسی: Girish Kulkarni؛ زادهٔ ۲۵ نوامبر ۱۹۷۷) بازیگر و فیلم‌نامه‌نویس اهل هند است.
از فیلم‌ها یا برنامه‌های تلویزیونی که وی در آن نقش داشته‌است می‌توان به معبد، دنگل، پلیس ارواح، سلام چارلی، گاناپات و قابل اشاره کرد.
همچنین برندهٔ جوایزی همچون جایزه ملی فیلم بهترین بازیگر مرد و بهترین فیلم‌نامه شده‌است.